# Feria de Chillán
La Feria Artesanal de Chillán o Feria de la Plaza Sargento Aldea es un recinto comercial que está ubicada en el centro de la ciudad de Chillán, en Chile. En este sector se comercializan diversos artículos de artesanía como cestería, mimbre y mantas provenientes de localidades adyacentes a la ciudad como Quinchamalí, Coihueco, Minas del Prado y Pinto, además de gastronomía típica de la Región de Ñuble

## Historia

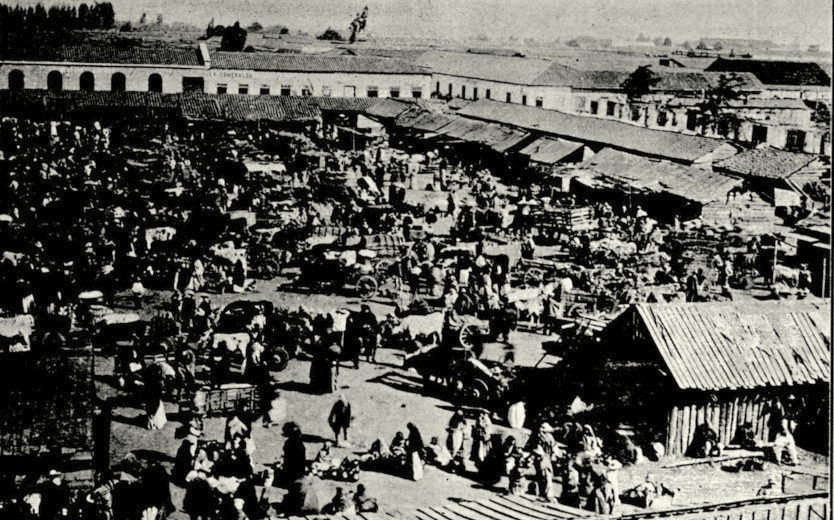
Aspecto de la Feria de Chillán en 1903

Antiguamente, el área correspondiente a la Plaza Sargento Aldea y lugares adyacentes fueron parte de las fuerzas gubernamentales durante la Guerra de la Independencia de Chile, en el Combate de Maipón de 1813. Tras el terremoto de 1835, la ciudad fue refundada en su actual emplazamiento y se trazan las calles en que hoy ocupa su lugar, ubicando una plaza denominada La Merced, equidistante de las otras.
En 1858, el Mercado Municipal de Chillán, cual fue bautizado como "La Recova", es trasladada desde la vereda sur de la plaza de armas a la vereda norte de la plaza La Merced. A medida que los comerciantes superaron la capacidad límite del área comercial, estos se fueron instalando en plena plaza, lo cual derivó a la creación de la Feria de Chillán.
A medida que la plaza era cubierta por locales de comercio, comenzaron a distinguirse secciones de ventas, donde era comercializada la Alfarería de Quinchamalí. Posteriormente, en el siglo XX, se añade la venta de loza de Fanaloza de Penco, o la Textilería de Bellavista Oveja Tomé.
No sería hasta 1997, cuando surge la primera estructura, correspondiente a su actual edificación. Ya en 2017 se construye el techo del acceso por calle Arturo Prat.

## Cultura

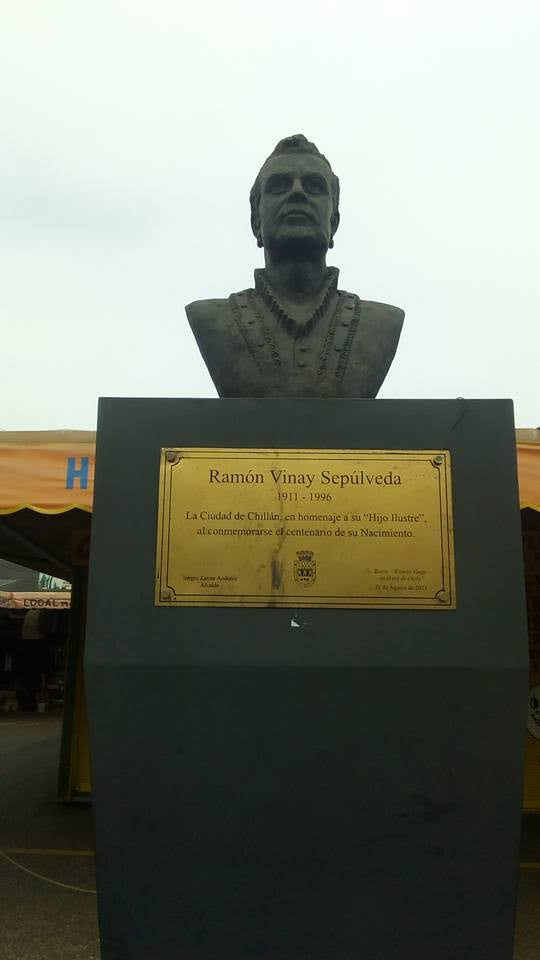
Busto de Ramón Vinay, ubicado en Calle Maipón

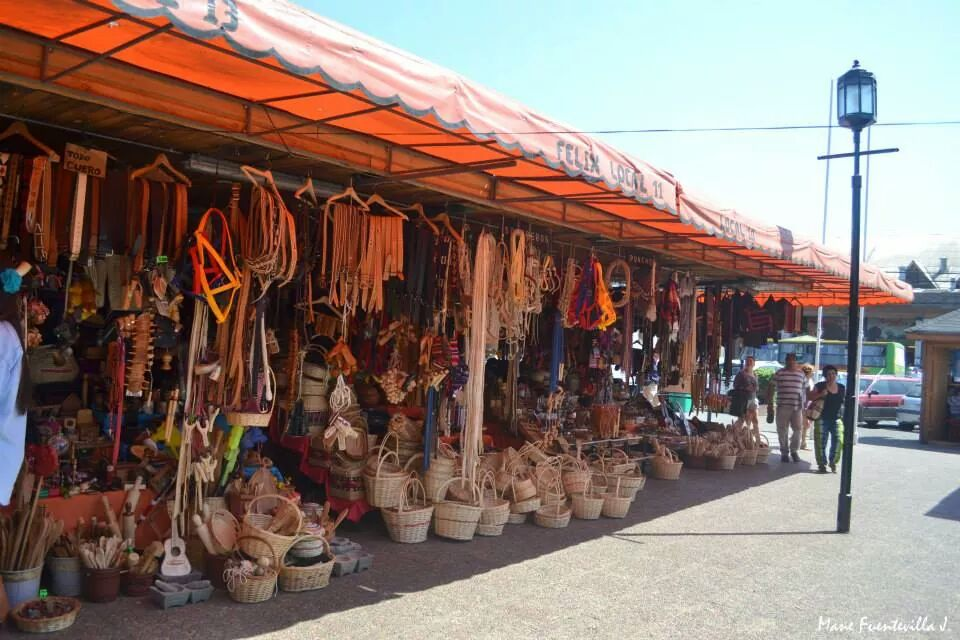
Local de artesanía

El conjunto de viviendas alrededor de la plaza, ha tenido habitantes reconocidos a nivel mundial. Es el caso de Ramón Vinay, quien tenía su hogar en calle Talcahuano, hoy llamada calle Arturo Prat. Asimismo, la escritora Marta Brunet, al volver de su viaje en Europa, retorna a Chillán, a la casa que tenían sus abuelos en calle Cinco de abril, lugar que hoy ocupa la tienda La Polar, y que además, fue lugar donde la escritora mantuvo una amistad con Claudio Arrau.
Tanto la Feria, como el Mercado de Chillán, han inspirado obras artísticas, entre las cuales se puede mencionar:

### Literatura
- "Chillán" de Gabriela Mistral para su libro "Poema de Chile"[9]
- "Chillán y sus artistas" de Augusto d'Halmar para Diario La Discusión[10]
- "Comidas y bebidas de Chile" de Alfonso Alcalde[10]
- "Descendimiento de Hernán Barra Salomone" de Gonzalo Rojas[10]
- "El mariscal" de Roberto Hozven[10]
- "Epopeya de las comidas y bebidas de Chile" de Pablo de Rokha[10]
- "Feria de Chillán" de Antonio Acevedo Hernández[4]
- "La Hora" de Marta Brunet[4]
- "La plaza del mercado" de Volodia Teitelboim[10]
- "Las artes populares de Ñuble" de Baltazar Hernández[10]
- "Plazuela de Chillán" de Tomás Lago[4]
- "Tragar saliva" de Juan Gabriel Araya[10]

### Música
- "Feria de Chillán" Interpretado por Las Caracolito, cuya autoría es controversial.[11]

### Pintura
- "Acuarela" de Baltazar Hernández[4]
- "Acuarela" de Humberto Contreras[4]
- "Acuarela" de Luis Guzmán Molina[4]
- "Dibujos de escenas del mercado" de Carlos Dorlhiac Sabourin[4]
- "Óleo" de Gumercindo Oyarzo[4]
- "Óleo" de Sergio Vallejos[4]